# Kurungan Nyawa II
Kurungan Nyawa II is een bestuurslaag in het regentschap Ogan Komering Ulu van de provincie Zuid-Sumatra, Indonesië. Kurungan Nyawa II telt 1860 inwoners (volkstelling 2010).